# Stare Przedmieście

Stare Przedmieście na mapie Śródmieścia

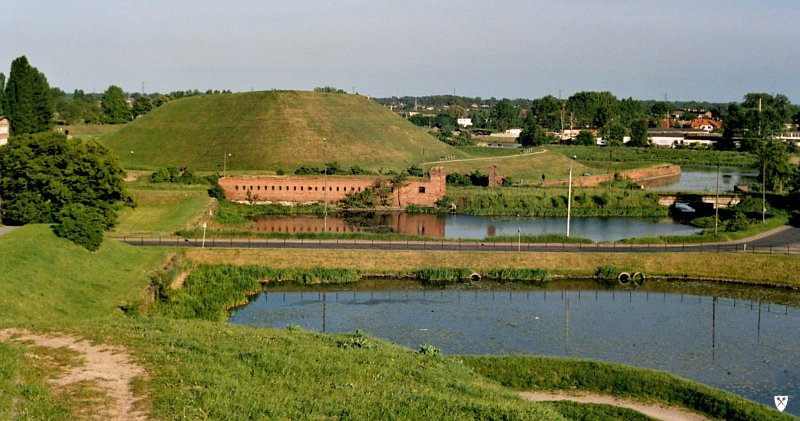
Bastion Żubr

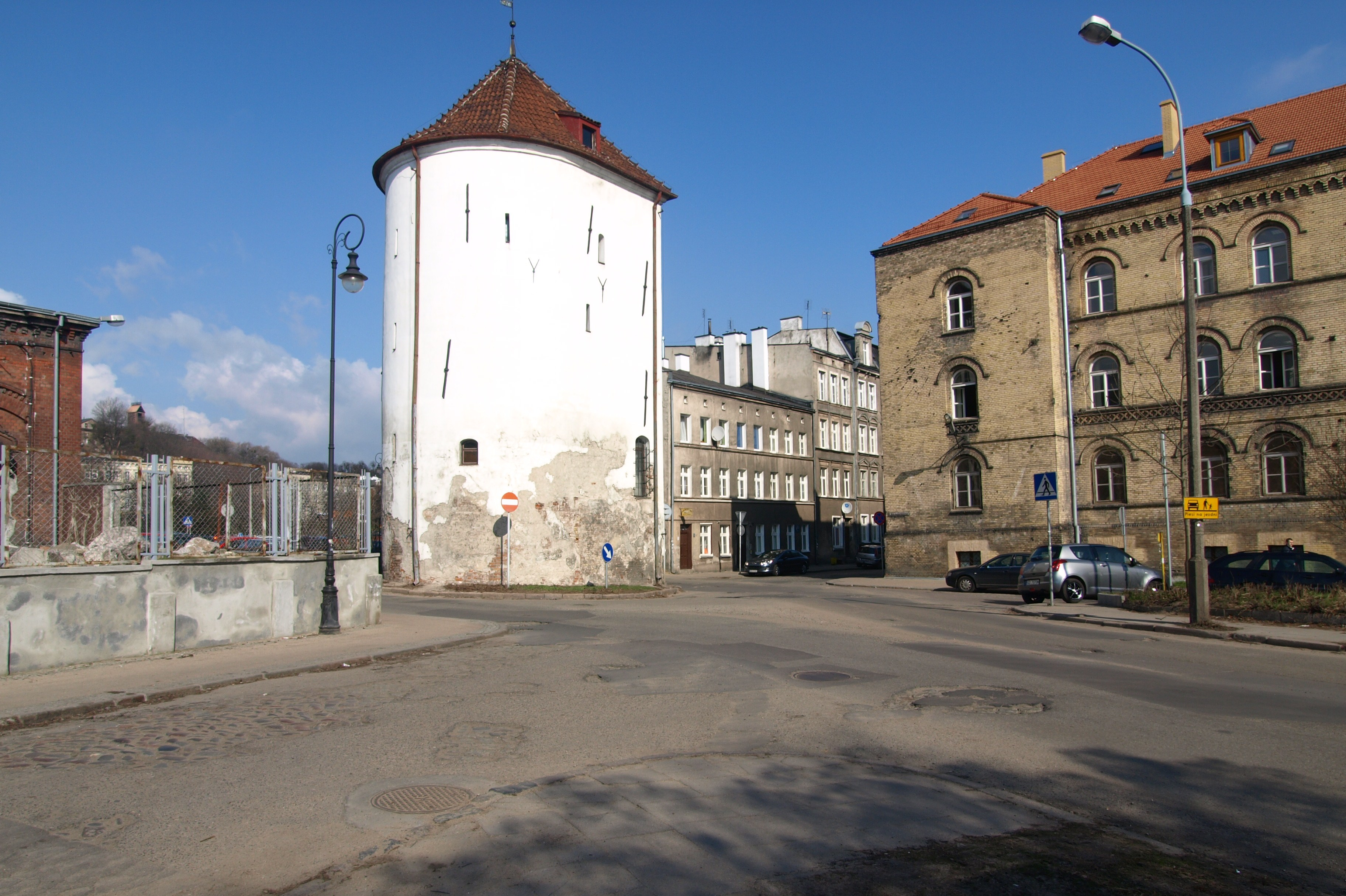
Baszta Biała

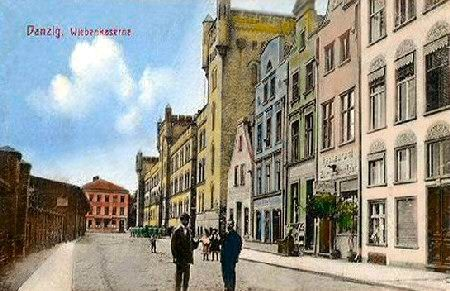
Stare Przedmieście - ul. Żabi Kruk, ok. 1900

Stare Przedmieście (niem. Vorstadt) – osiedle w Gdańsku, w dzielnicy Śródmieście.

## Położenie administracyjne
Stare Przedmieście jest położone w Historycznym Centrum Gdańska. Stanowi południowy kraniec dzielnicy Śródmieście. Należy do okręgu historycznego Gdańsk.

### Sąsiednie podjednostki
- od północy: Główne Miasto
- od zachodu: Zaroślak
- od wschodu: Wyspa Spichrzów, Dolne Miasto
- od południa: Orunia

## Położenie geograficzne

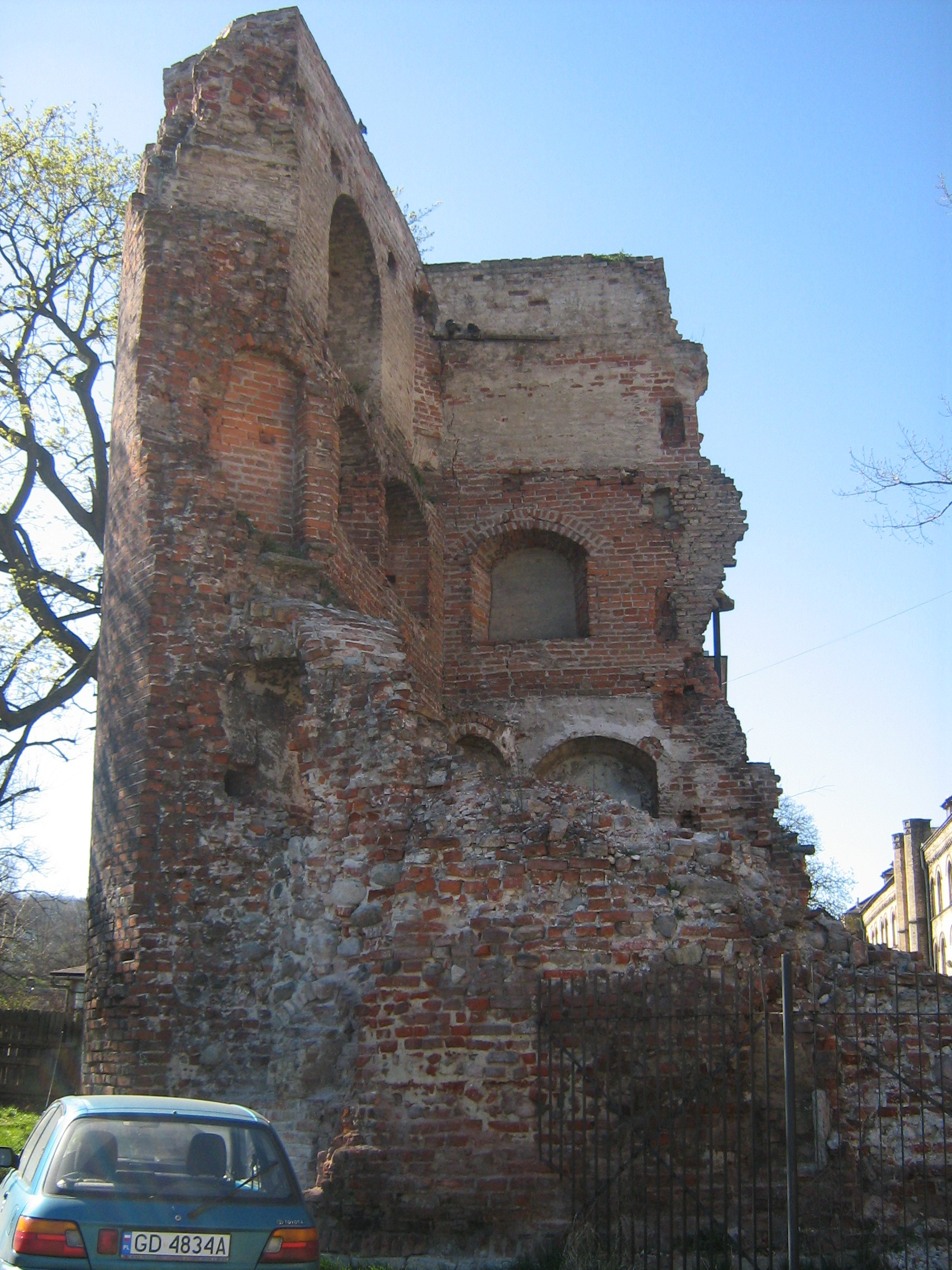
Ruiny Baszty pod Zrębem

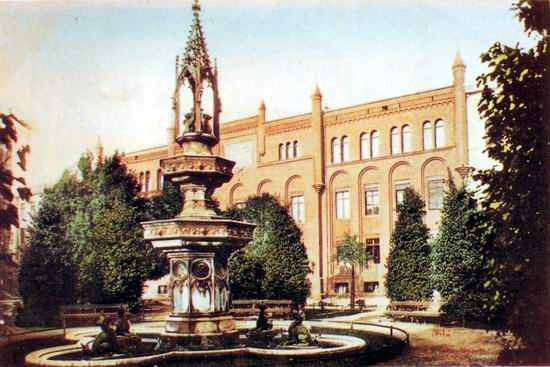
Targ Maślany i budynek gimnazjum miejskiego przy ul. Lastadia, ok. 1900

Stare Przedmieście jest równinnym terenem o długości południkowej ok. 1 kilometra i szerokości równoleżnikowej ok. 0,7 km.
Mianem Starego Przedmieścia określano i określa się do dziś tereny położone między Podwalem Przedmiejskim (dawniej: murami miejskimi) na północy oraz ciągiem ulic Okopowej i Trakt św. Wojciecha na zachodzie. Od wschodu osiedle ograniczone jest wodami Motławy i Nowej Motławy. Od południa osiedle otacza pas fortów, oblanych Opływem Motławy będącym dawną fosą.

## Historia
Stare Przedmieście zostało przyłączone w granice administracyjne miasta w XIV wieku, kiedy to wybudowano system fortyfikacji nad Opływem Motławy.
Od 1425 zwane było Przedmieściem, po 1945 przemianowane zostało na Stare Przedmieście. Początkowo sięgało od Podwala Przedmiejskiego do końca ul. Rzeźnickiej i Żabiego Kruku. W XVII wieku powiększyło się o tereny wokół Placu Wałowego, do Bramy Nizinnej i ul. Dolna Brama.
W latach 1617–1640 została zasypana fosa oddzielająca Stare Przedmieście od Głównego Miasta. W 1650 roku powstał Targ Maślany, pełniący początkowo funkcję handlową. W drugiej połowie XIX wieku przemianowany na plac Wintera stał się reprezentacyjnym placem Gdańska, na którym funkcjonowała dwupiętrowa, neogotycka fontanna z kamienia, z tryskającymi wodą żeliwnymi smokami, zwieńczona ażurowym, żeliwnym baldachimem. Znajdujące się przy placu budynki dawnego Gimnazjum Miejskiego (powstałego w 1837 roku) przy ul. Lastadia 2 i bursy (dawny gmach Naddyrekcji Poczty Królewskiej z 1878) przy ul. Lastadia 41 mają od 2017 zostać podane rewitalizacji (koszt 40 mln zł). 
W 1936 został ukończony gmach przy ul. Okopowej dla Die Deutsche Arbeitsfront, niemieckiego związku zawodowego (obecnie mieści się w nim Pomorski Urząd Wojewódzki w Gdańsku).
Zbudowana po II wojnie światowej Trasa W-Z rozbiła Śródmieście oraz spowodowała odseparowanie Starego Przedmieścia od Głównego Miasta i degradację tego obszaru.
W drugiej dekadzie XXI wieku kolejne obiekty na terenie Starego Przedmieścia są przeznaczane do wyburzenia dla celów związanych z nowym budownictwem. W 2015 roku wyburzono obiekty dawnego dworca Gdańsk Brama Nizinna, zapowiedziano też wyburzenie dawnego lazaretu.
W 2018 ogłoszono, a w 2019 rozstrzygnięto konkurs urbanistyczno-architektoniczny na zagospodarowanie placu Wałowego w Gdańsku, który ma się stać miejscem rekreacji dla mieszkańców. Plac ten, zabudowany oryginalnymi, ponad 100-letnimi kamienicami, powstał jako skład na amunicję oraz miejsce musztry i ćwiczeń wojskowych. Znajdują się tu również Mała Zbrojownia oraz budynek dawnych koszar Wiebego. Dopiero w II połowie XIX wieku powstał tu miejski skwer z fontanną, która ma zostać odtworzona wraz z nawiązującym do oryginału ogrodzeniem. Rozpoczęcie prac przewidziane jest w 2021 roku.

### Zabytki[14]i interesujące miejsca

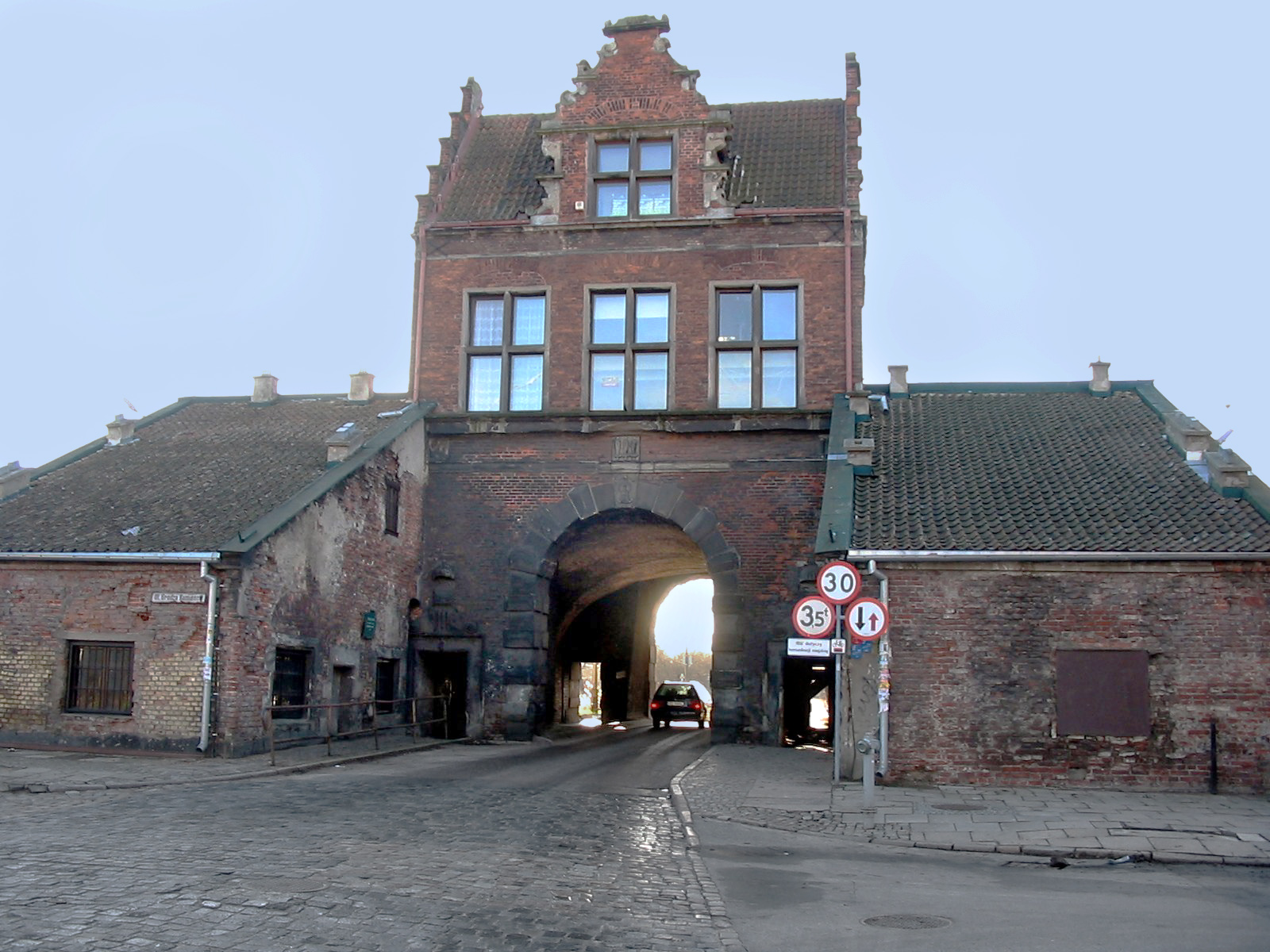
Brama Nizinna

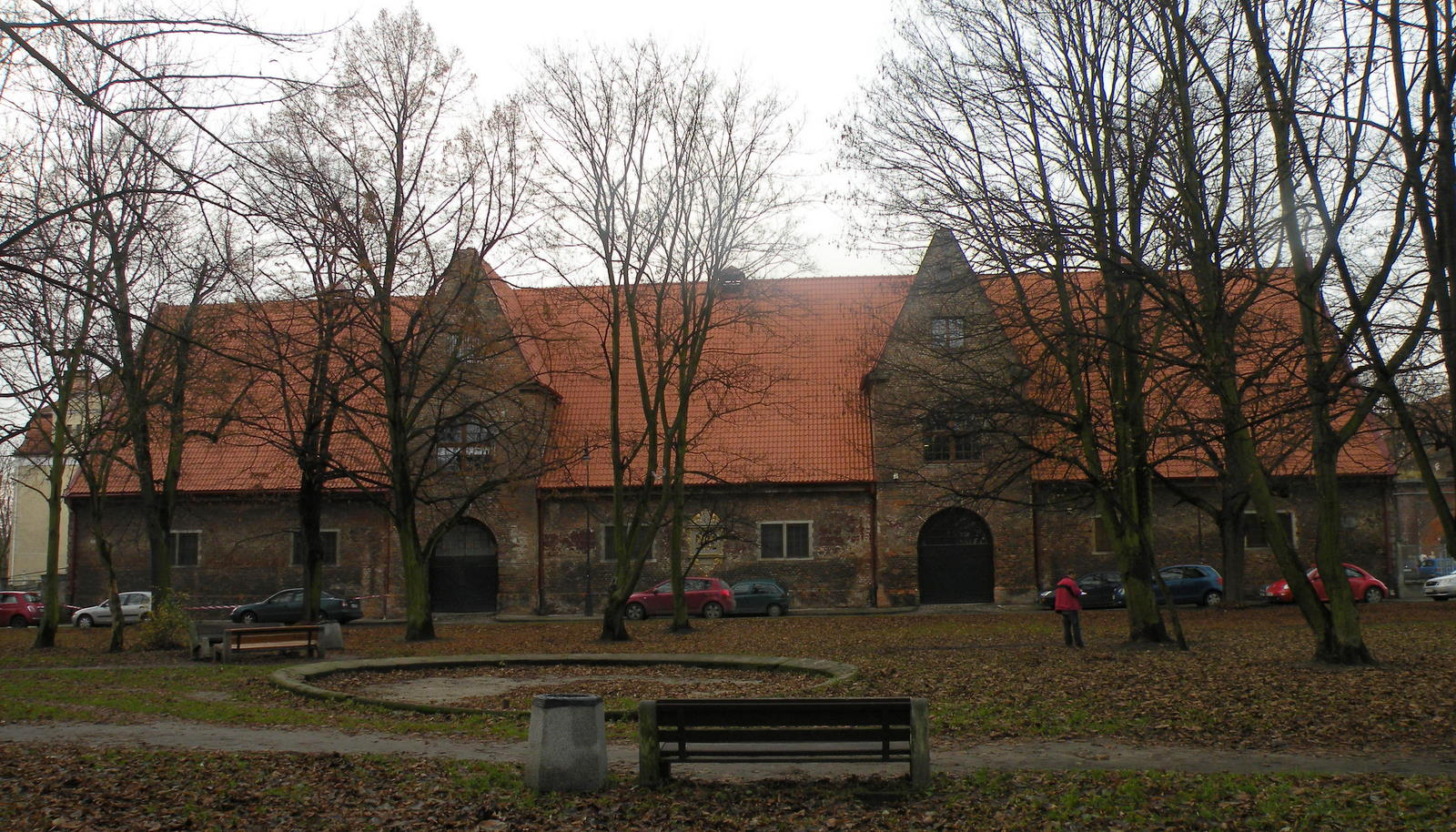
Mała Zbrojownia

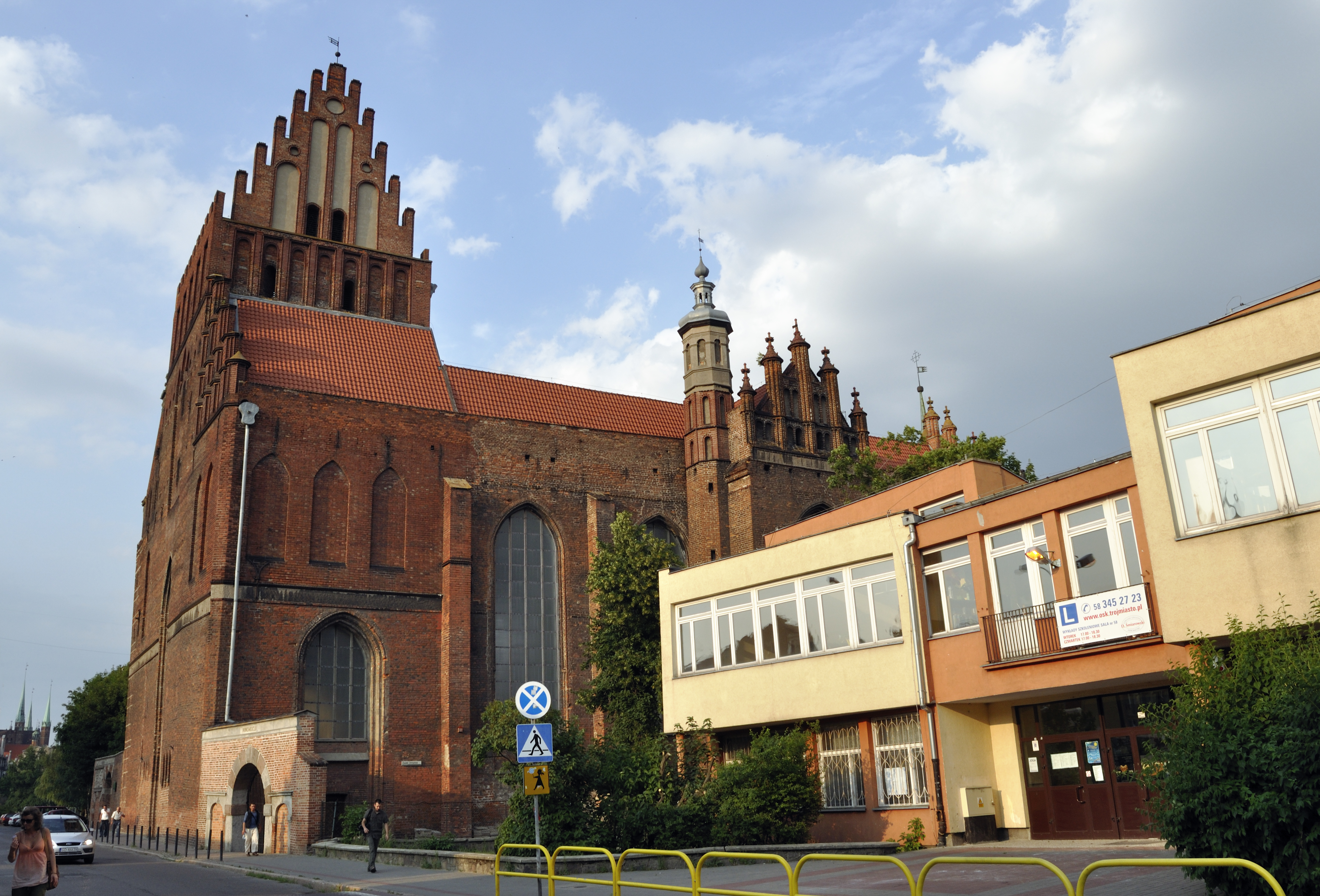
Kościół św. Piotra i Pawła

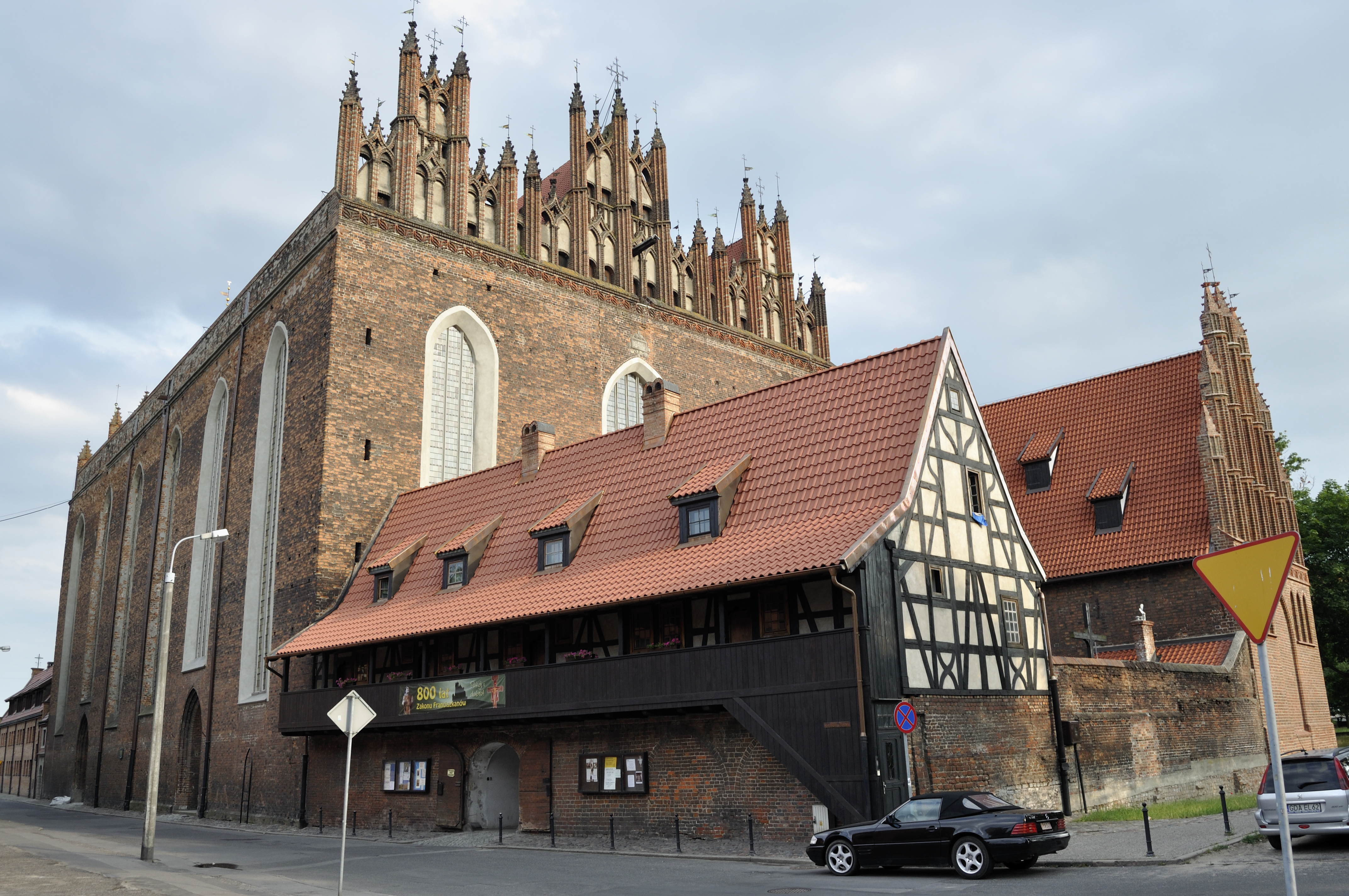
Kościół Świętej Trójcy

Na Starym Przedmieściu zachowało się wiele umocnień i fortyfikacji dawnego Gdańska, jak np.:
- Bastion Żubr
- Baszta Biała
- Baszta pod Zrębem
- Brama Nizinna
- Mała Zbrojownia
- Śluza Kamienna
- Brama Kolejowa

W 2015 odsłonięto fragmenty splantowanego w XIX wieku Bastionu Kot.
Oprócz elementów fortyfikacyjnych znajdują się tam także:
- Kościół św. Piotra i Pawła
- Kościół Świętej Trójcy
- Victoriaschule - miejsce kaźni Polaków w 1939

## Transport
Stare Przedmieście jest ograniczone od zachodu drogą krajową 91 (E75) w postaci ul. Trakt Św. Wojciecha i ul. Okopowej. Od północy zaś ogranicza je droga wojewódzka nr 501 jako ul. Podwale Przedmiejskie.
Przez całą szerokość osiedla biegnie ulica Toruńska, łącząca Stare Przedmieście z Dolnym Miastem poprzez Most Popielny.
Niegdyś na południowym krańcu osiedla, przy ul. Toruńskiej znajdował się początek pierwszego w Gdańsku dworca kolejowego - Gdańsk Brama Nizinna.

### Komunikacja miejska

#### Autobusy
Przez teren osiedla kursują linie autobusowe.

#### Tramwaje
Tramwaje kursowały w najbliższej okolicy w latach 1878-1971 r. Oprócz tego na północnym krańcu osiedla czyli ul. Podwale Przedmiejskie, znajdują się dwa przystanki tramwajowe.

#### Kolej
1 kwietnia 2015 oddany został do użytku nowy przystanek SKM Gdańsk Śródmieście.

## Instytucje
- Muzeum Narodowe w Gdańsku (w jego zbiorach znajduje się Sąd Ostateczny Hansa Memlinga)
- Komenda Wojewódzka Policji
- Urząd Wojewódzki i Urząd Marszałkowski
- I Urząd Skarbowy
- Centrum Kształcenia Ustawicznego
- Stowarzyszenie Kultury Fizycznej Klub Wodny Żabi Kruk imienia Pawła Chudacza